# Frédéric Manns
Frédéric Manns (3 de outubro de 1942 - 22 de dezembro de 2021) foi um estudioso bíblico francês.
Manns estudou num seminário em Metz e ingressou na Ordem dos Frades Menores após o ensino secundário. Após o serviço militar, começou a estudar teologia no Couvent franciscain de la Clarté-Dieu. Foi ordenado sacerdote em 1969 e posteriormente iniciou seus estudos bíblicos em Roma. Franciscano, tornou-se professor de exegese do Novo Testamento em 1972 e dirigiu a Faculdade de Ciências Bíblicas do Studium Biblicum Franciscanum de 1996 a 2001. Ele se especializou no estudo do Cristianismo e do Judaísmo no início da Era Comum e concentrou-se particularmente no Evangelho de João.
Ele morreu em Jerusalém em 22 de dezembro de 2021, aos 79 anos.